# Каликсто Гарсия
Калѝксто Гарсѝя Инѝгес (на испански: Calixto García Iñiguez) е кубински революционер, национален герой и генерал в три кубински въстания.

## Биография
Гарсия е роден в град Олгин в кубинско креолско семейство, а фамилията на майка му Инигес показва произхода на Иниго Ариста, краля на баските, чиито групи са наречени демони в Песента за Роланд. Той е внук на Каликсто Гарсия де Луна Искиердо, който се бие в битката за Карабобо в днешна Венецуела. Гарсия е висок, силен и образован мъж и както подобава на високопоставени личности от онова време, освен че е женен, има голям брой любовници, от които няколко извънбрачни деца. Много от синовете му, сред които Карлос Гарсия Велес и Каликсто Енаморадо, се бият в неговата армия.
През октомври 1868 г. Гарсия се присъединява към Кубинската освободителна армия и ръководи военни операции в провинция Ориенте. През септември 1874 г. попада в плен. В опит да избегне залавяне, той се прострелва под брадичката с пистолет 45-ти калибър, но оцелява - куршумът излиза през челото. Раната оставя голям белег и напомня за себе си с главоболие през целия му живот. Гарсия е заточен в Испания, след което прави пътувания до Париж и Ню Йорк. След Санхонския мир той се завръща в родината си през 1880 г. и се присъединява към Антонио Масео по време на Малката война, след което отново е заточен. Гарсия успява да избяга от Испания и през 1896 г. пристига в провинция Ориенте. По време на Кубинската война за независимост през 1895 г. той е заместник-главнокомандващ на Освободителната армия и печели редица важни победи.
По време на избухването на испанско-американската война Гарсия помага на американците да дебаркират в Куба, подготвяйки плацдарм за десанти близо до Сантяго де Куба. Неговите войски осигуряват ефективна подкрепа на американските морски пехотинци в залива Гуантанамо, които извън обхвата на огнева подкрепа от USS Marblehead, изпитват трудности поради използването на партизанска тактика от испанците. Въпреки че Гарсия помага на американските войски в техните битки, те отказват да го пуснат в Сантяго де Куба, след като испанците се предават.
В края на испанско-американската война и окупацията на Куба от американците, Гарсия през декември 1898 г. заминава за Съединените щати начело на делегация, за да изясни съдбата на Освободителната армия. Той почива от пневмония на 59-годишна възраст, без да дочака приема на президента. Временно е погребан в Националното гробище Арлингтън в САЩ. Впоследствие тялото му е транспортирано на USS Nashville до Куба за повторно погребение.